# Ясникова Діна Миколаївна
Діна Миколаївна Ясникова (*23 грудня 1938, м. Ірпінь Київська область, УРСР) — радянський і український звукооператор. Член Національної спілки кінематографістів України.

## Біографічні відомості
Народилася в місті Ірпінь Київської області. Закінчила Ленінградський інститут кіноінженерів (1963).
Працює на Одеській кіностудії художніх фільмів.

## Фільмографія
Працювала на кінокартинах:
- «Прямую своїм курсом» (1974, у співавт. з І. Рябініним)
- «Відпустка, яка не відбулася» (1976)
- «Солдатки» (1977)
- «Козаки-розбійники» (1979)
- «Вторгнення» (1980)
- «Берег його життя» (1984)
- «Казки старого чарівника» (1984)
- «Всього один поворот» (1986)
- «Спадкоємиця Ніки» (1989)
- «Перший поверх» (1990, у співавт. з І. Рябініним)
- «Невстановлена особа» (1990)
- «Чортів п'яниця» (1991)
- «Спочатку було слово...» (1992) та ін.